# 대한민국 형사소송법 제232조
대한민국 형사소송법 제232조는 고소의 취소에 대한 형사소송법의 조문이다.

## 조문
제232조(고소의 취소) ① 고소는 제1심 판결선고 전까지 취소할 수 있다.

②고소를 취소한 자는 다시 고소하지 못한다.

③피해자의 명시한 의사에 반하여 죄를 논할 수 없는 사건에 있어서 처벌을 희망하는 의사표시의 철회에 관하여도 전2항의 규정을 준용한다.

第232條(告訴의 取消) ① 告訴는 第1審 判決宣告 前까지 取消할 수 있다.
②告訴를 取消한 者는 다시 告訴하지 못한다.
③被害者의 明示한 意思에 反하여 罪를 論할 수 없는 事件에 있어서 處罰을 希望하는 意思表示의 撤回에 關하여도 前2項의 規定을 準用한다.

## 비교 조문
제233조(고소의 불가분) 친고죄의 공범 중 그 1인 또는 수인에 대한 고소 또는 그 취소는 다른 공범자에 대하여도 효력이 있다.

## 사례
A는 B와 공동하여 친구의 자취방에서 피해자를 차례로 강간하였는데 이에 관하여 B에게 먼저 제1심 판결이 선고된다. 이후 피해자는 A에 대한 고소를 취소하였는데 그럼에도 불구하고 A는 공소제기된 경우, 친고죄의 공범 중 그 일부에 대하여 제1심 판결이 선고된 후에는 제1심 판결선고 전에 다른 공범자에 대하여는 그 고소를 취소할 수 없다 그 고소의 취소가 있다 하더라도 그 효력을 발행할 수 없으며, 이러한 법리는 필요적 공범이냐 임의적 공법이냐를 구별함이 없이 모두 적용된다

## 판례
친고죄에 있어서 고소 취소가 가능한 시기를 제1심 판결선고 전까지로 제한한 형사소송법 제232조 제1항이 항소심 단계에서 고소 취소된 사람을 자의적으로 차별하는 것이라고 할 수는 없으므로 평등의 원칙에 위배되지 아니한다.

## 참고 문헌
- 손동권 신이철, 새로운 형사소송법(초판, 2013), 세창, 2013. ISBN 9788984114081[쪽 번호 필요]

## 같이 보기
- 고소
- 반의사불벌죄